# コルトン・ヘインズ
コルトン・ヘインズ（Colton Haynes、1988年7月13日 - ）は、アメリカ合衆国の俳優、モデルおよび歌手である 。
ドラマ『ティーン・ウルフ』のジャクソン役、『ARROW/アロー』のロイ/アーセナル役で知られている。

## 俳優としての経歴
ウィリアム・クレイトン・ヘインズとディナ・デニース・ミッチェルの間の子供たちの1人で、他に5人の兄弟がいる。カンザス州アンデールで生まれて育ち、その後はアーカンソー州、ニュー・メキシコ州、テキサス州、フロリダ州などに住んでいた。

15歳のときに、ブルース・ウェーバー撮影によるアバクロンビー&フィッチの広告にモデルとして登場してキャリアを開始し 、続けてキラ・プラスティーナ、J.C.ペニーそして ラルフ・ローレンなどのキャンペーンにモデルとして登場した。
2007年公開の『トランスフォーマー』で映画に出演し、同じく2007年TVシリーズの、『CSI:マイアミ』にゲスト出演で登場した。
2012年10月12日TVシリーズ『ティーン・ウルフ』のシーズン2でレギュラーを離れることが発表された。また、CWのTVシリーズ『ARROW/アロー』では、ロイ/アーセナル役でシーズン2からレギュラーに起用されたが、シーズン3の終了とともに降板した。
2012年、レオナ・ルイスのMV『Trouble』にボーイ・フレンド役で出演した。
2013年、ヴィクトリア・ジャスティスのMV『Gold』に出演し、同年、歌手のトラヴィス・アトレオと『Baby It's Christmas』をリリースし、ニュー・ハイツと『19 You + Me』のカヴァー曲をリリースした。
2014年、アンディー・グラマーのMV『Honey, I'm Good』にカメオ出演し、同年、今まで録音したカヴァー曲のいくつかをリリースした。
2014年、アバクロンビー&フィッチの"Making of a Star"キャンペーンに起用されて、ブルース・ウェーバー撮影の写真によって世界中のショップで展示された。
2017年6月、『American Horror Story: Cult』に出演することが発表された。
2021年、リル・ナズ・Xのビデオ「インダストリー・ベイビー」に出演、ナズ・Xに欲情する看守を演じた。

## 私生活
高校はフロリダ州のナヴァール・ハイ・スクール、カンザス州のアンデール・ハイ・スクールに通い、テキサス州シェッツのサミュエル・クレメンス・ハイ・スクールを卒業した。 
14歳の頃、ゴーゴーボーイとして働いていた。
2006年にロサンゼルスに移住したヘインズはテレフォンセックスクラブのオペレーターとして働き始めた。
2016年1月、10年前のゲイ・ライフスタイル・マガジンでの写真に関するTumblrでのコメントがカミングアウトではないかと憶測されたものの、本人はまだ公然と話す決心はついていなかったので、それを受けて3ヶ月間の間は不安神経症の治療を受けることになった 。
2016年5月にはエンターテインメント・ウィークリーのインタビューの中で、正式にゲイであることをカミングアウトした。
2017年3月11日に、フローリストのジェフ・リーザムと婚約し、2017年10月27日にリーザムと結婚した 。そして、姓をヘインズ＝リーザムに変更した。

## 出演作品

### 映画
| 公開年 | 題名 原題                                                   | 役名 原表記             | 備考              |
| ------ | ----------------------------------------------------------- | ----------------------- | ----------------- |
| 2007   | トランスフォーマー Transformers                             | カフェ・キッド Cafe kid | (Uncredited)      |
| 2011   | Yearbook                                                    | Carl Mccormick          | (Short film)      |
| 2011   | Charlie Brown: Blockhead's Revenge                          | Linus van Pelt          | Short film        |
| 2015   | カリフォルニア・ダウン San Andreas                          | ジョビー Joby O'Leary   |                   |
| 2017   | Grannie                                                     | Oliver "Daddy" Warbucks | (Short film)      |
| 2017   | ラフ・ナイト 史上最悪!?の独身さよならパーティー Rough Night | スコッティ Real Scotty  |                   |
| 2017   | Triumph                                                     | Jeff                    | (Post-production) |
| 2018   | Bigger                                                      | Jack Lalanne            | (Filming)         |

### TV
| 放映年          | 題名 原題                                               | 役名 原表記                                     | 備考                                              |
| --------------- | ------------------------------------------------------- | ----------------------------------------------- | ------------------------------------------------- |
| 2007            | CSI:マイアミ CSI: Miami                                 | ブランドン・フォックス Brandon Fox              | 第6シーズン 4話「炎の幻影」                       |
| 2008            | Privileged                                              | Alexander                                       | Season 1 Episode 5 "All About Friends and Family" |
| 2008            | プッシング・デイジー 恋するパイメーカー Pushing Daisies | アレス・コストポウロス Ares Kostopolous         | 第2シーズン 4話「哀しき友情ビジネス」             |
| 2009            | Always and Forever                                      | Scott Holland                                   | (Television film)                                 |
| 2009            | メルローズ・プレイス Melrose Place                      | ジェシー・ロバーツ Jessie Roberts               | Season 1 Episode 8 "Gower"                        |
| 2010            | The Gates                                               | Brett Crezski                                   | 13 Episodes                                       |
| 2010            | Look                                                    | Shane                                           | 11 Episodes                                       |
| 2011–2012, 2017 | ティーン・ウルフ Teen Wolf                              | ジャクソン Jackson Whittemore                   | 全26話出演                                        |
| 2011            | Nine Lives of Chloe King                                | Kai                                             | Season 1 Episode 7 "Dogs of War"                  |
| 2013–2016       | ARROW/アロー Arrow                                      | ロイ・ハーパー/アーセナル （Roy Harper/Arsenal) | 46話出演                                          |
| 2016            | ロブ・ロウの敏腕ドラマ弁護士 The Grinder                | ルーク Luke Grinder                             | 全2話出演                                         |
| 2016            | スクリーム・クイーンズ Scream Queens                    | タイラー Tyler                                  | 全2話出演                                         |
| 2017            | American Horror Story: Cult                             | Detective Jack Samuels                          | Recurring role; 9 episodes                        |
| 2018            | The 14th Annual Desert Smash Live                       |                                                 | (TV Movie) (pre-production)                       |

### ゲーム
- Marvel Avengers Academy（声のみ）

### ミュージックビデオ
- "I Don't Love You" by マイ・ケミカル・ロマンス
- "Trouble" by レオナ・ルイス
- "Gold" by ヴィクトリア・ジャスティス
- "Honey, I'm Good" by アンディー・グラマー
- "Industry Baby" by リル・ナズ・X